# Scharfenberg, Antarktis
Scharfenberg är ett berg i Antarktis. Det ligger i Östantarktis. Nya Zeeland gör anspråk på området. Toppen på Scharfenberg är 960 meter över havet.
Terrängen runt Scharfenberg är varierad. Trakten är obefolkad. Det finns inga samhällen i närheten. 